# Индустријска зона Виторио Венето (Болцано)
Индустријска зона Виторио Венето је насеље у Италији у округу Болцано, региону Трентино-Јужни Тирол.
Према процени из 2011. у насељу је живело 16 становника. Насеље се налази на надморској висини од 1502 м.